# Let Me Know (single de Tamar Braxton)
Singles de Tamar Braxton featuring Future
She Can Have You
(2013) If I Don't Have You
(2015)
Let me Know est une chanson de la chanteuse Tamar Braxton, sortie le 7 octobre 2014. La chanson est le 1er single extrait du 3e album de Tamar Braxton, à paraître en 2015. Elle est écrite par Tamar Braxton, Lashawn Daniels, Makeba Riddick, composée par Harmony D. Samuels et comprend la participation du rappeur Future.

## Composition
Let Me Know est un titre R&B qui parle d'une femme qui aime un autre homme et qui demande à son ami de la laisser partir.
La chanson contient le sample (At Your Best) (You Are Love), interprétée à l’origine par le groupe The Isley Brothers en 1976, puis repris par la chanteuse Aaliyah en 1994.

## Performance commerciale
La chanson débute à la 2e place au Billboard Trending 140 Chart, le jour de sa sortie avant d'atteindre la 1re place moins d'une heure après sa commercialisation sur Soundcloud. Elle atteint la 8e meilleure position au Billboard R&B Songs et se classe au 5e rang du Adult R&B National Airplay,.

## Vidéoclip
Le vidéo clip qui illustre la chanson, démontre Tamar en train de chanter contre un mur, tantôt en train de chanter sur une chaise, puis en train d'espionner son petit ami depuis sa chambre, puis en fin de vidéoclip, en train de chanter dans une tenue paillettée dorée.

## Pistes et formats
Téléchargement digital
1. "Let Me Know" (Featuring Future) - 4:01

## Classement hebdomadaire
| Chart (2014)                 | Peak position |
| ---------------------------- | ------------- |
| Billboard R&B Songs          | 8             |
| Adult R&B National Airplay   | 5             |
| Billboard Trending 140 Chart | 2             |